# Charles Joseph Precourt
Charles Joseph Precourt (* 29. června 1955 v Walthamu, stát Massachusetts, USA) je letec, důstojník a americký kosmonaut. Ve vesmíru byl čtyřikrát.

## Život

### Studium a zaměstnání
Absolvoval střední školu Hudson High School (1973) a pak pokračoval ve studiu na vojenské letecké akademii USAF Academy. Zde dostudoval v roce 1988. U letectva zůstal.
V letech 1990 až 1991 v Houstonu absolvoval výcvik budoucích kosmonautů a od roku 1991 se stal členem tamní skupiny astronautů při NASA.
Oženil se s Lynne Denisou, rozenou Mungleovou.

### Lety do vesmíru
Na oběžnou dráhu se v raketoplánech dostal čtyřikrát a strávil ve vesmíru 38 dní, 20 hodin a 16 minut. Pracoval i na orbitální stanici MIR. Byl 289 člověkem ve vesmíru.
- STS-55 Columbia (26. duben 1993 – 6. květen 1993), letový specialista
- STS-71 Atlantis (27. června 1995 – 7. července 1995), pilot
- STS-84 Atlantis (15. května 1997 – 24. května 1997), velitel
- STS-91 Discovery (2. června 1998 – 12. června 1998), velitel